# Nguyễn Anh
Nguyễn Anh (sinh năm 1964) là thẩm phán người Việt Nam. Ông hiện là Chánh án Tòa án nhân dân tỉnh Khánh Hòa (từ 1/11/2016 đến nay).

## Xuất thân và giáo dục
Nguyễn Anh sinh năm 1964.

## Sự nghiệp
Tính đến năm 2012, ông đã công tác 20 năm trong ngành Tòa án.
Ông từng là Chánh án Tòa án nhân dân huyện Ninh Hòa, Chánh án Tòa án nhân dân thành phố Nha Trang.
Ngày 24 tháng 4 năm 2012, ông được bổ nhiệm làm Phó Chánh án Tòa án nhân dân tỉnh Khánh Hòa nhiệm kỳ 5 năm (2012-2017).
Ngày 1 tháng 11 năm 2016, ông được trao quyết định bổ nhiệm giữ chức vụ Chánh án Tòa án nhân dân tỉnh Khánh Hòa thay ông Nguyễn Văn Phước nghỉ hưu.
Ngày 17 tháng 4 năm 2018, ông được Chủ tịch nước Việt Nam Trần Đại Quang bổ nhiệm chức danh Thẩm phán cao cấp.